# Прва лига Југославије у кошарци 1978/79.
Прва лига Југославије у кошарци 1978/79. је било 35. првенство СФРЈ у кошарци. Титулу је освојио Партизан.

## Преглед сезоне
Дражен Далипагић је пропустио сезону због служења војног рока.

## Учесници првенства

### Табела
|     | Тим               | Игр. | Поб. | Нер. | П+    | П-    | Бод |
| --- | ----------------- | ---- | ---- | ---- | ----- | ----- | --- |
| 1.  | Партизан          | 22   | 17   | 5    | 2.246 | 2.075 | 34  |
| 2.  | Југопластика      | 22   | 16   | 6    | 2.183 | 2.003 | 32  |
| 3.  | Цибона            | 22   | 16   | 6    | 2.052 | 1.925 | 32  |
| 4.  | Босна Сарајево    | 22   | 14   | 8    | 2.105 | 2.029 | 28  |
| 5.  | Борац Чачак       | 22   | 12   | 10   | 2.052 | 2.070 | 24  |
| 6.  | Раднички Белградо | 22   | 11   | 11   | 2.164 | 2.145 | 22  |
| 7.  | Црвена звезда     | 22   | 9    | 13   | 1.951 | 2.054 | 18  |
| 8.  | Искра Олимпија    | 22   | 9    | 13   | 1.969 | 2.050 | 18  |
| 9.  | Беко              | 22   | 8    | 14   | 1.973 | 2.075 | 16  |
| 10. | Задар             | 22   | 8    | 14   | 2.110 | 2.221 | 16  |
| 11. | Металац Ваљево    | 22   | 7    | 15   | 1.892 | 1.958 | 14  |
| 12. | Кварнер Ријека    | 22   | 5    | 17   | 2.108 | 2.200 | 10  |

## Састави екипа
| Екипа         | Играчи | Тренер                                           |
| ------------- | --- | ------------------------------------------------ |
| Партизан      | Драган Тодорић, Драган Кићановић, Мирослав Милојевић, Душан Керкез, Бобан Петровић, Милан Медић, Миленко Бабић, Миодраг Марић, Јадран Вујачић, Борис Беравс, Миленко Савовић, Горан Кнежевић, Арсеније Пешић, Предраг Бојић                     | Душан Ивковић                                    |
| Југопластика  | Жељко Јерков, Дује Крстуловић |                                                  |
| Црвена звезда | Жарко Копривица, Р. Живковић, Слободан Николић, М. Радуловић, Предраг Богосављев, Б. Стаменковић, Д. Јовашевић, Жарко Ђуришић, Драгиша Вучинић, Срђан Дабић, Р. Вукосављевић, Љупче Жугић, Горан Ракочевић, С. Ковачевић, В. Ђонглез, Ч. Новчић | Братислав Ђорђевић, Драгиша Вучинић, Миле Протић |
| Борац         | | Александар Николић                               |
| Беко          | Рајко Жижић |                                                  |